# Окенде, Пьер
Пьер Мервей Окенде (фр. Pierre Merveil Okende; род. 27 июля 2002, Киншаса) — конголезский футболист, нападающий.

## Карьера
Начинал заниматься футболом в конголезской футбольной академии «Юнион Жэунес Спортифс». В 2019 году начал выступать в конголезском клубе «Саинт Христиан». В сентябре 2022 года футболист перебрался в латвийский клуб «Марупе». В марте 2023 года футболист перешёл в литовский клуб «Ритеряй», где сразу же стал выступать во второй команде. За основную команду клуба футболист дебютировал 1 апреля 2023 года в матче против клуба «Джюгас», выйдя на замену на 69 минуте. Дебютный гол за клуб забил 21 мая 2023 года в матче также против клуба «Джюгас». В середине августа 2023 года футболист выбыл из распоряжения клуба. Завершил сезон вместе с клубом на итоговом последнем месте в чемпионате, вылетев в Первую лигу. По окончании сезона футболист официально покинул литовский клуб. В сезоне 2024 года футболист выступал за литовский клуб «Миния».